# Lygodactylus intermedius
Lygodactylus intermedius este o specie de șopârle din genul Lygodactylus, familia Gekkonidae, descrisă de Pasteur 1995. A fost clasificată de IUCN ca specie în pericol. Conform Catalogue of Life specia Lygodactylus intermedius nu are subspecii cunoscute.